# Kunst im öffentlichen Raum in Hamburg-Volksdorf
Diese Liste von Kunst im öffentlichen Raum in Hamburg-Volksdorf enthält dauerhaft aufgestellte Kunstwerke auf dem Gebiet des Stadtteils Volksdorf der Freien und Hansestadt Hamburg, die sich im öffentlichen Raum befinden und von anerkannten Künstlern und Künstlerinnen geschaffen wurden. Viele dieser Kunstwerke sind durch das Programm Kunst am Bau (und dessen Folgeprogramme) gefördert oder mit öffentlichen Geldern angekauft worden, dies ist aber keine Voraussetzung für die Aufnahme. Ebenso mögen einige dieser Kunstwerke als Kulturdenkmal geschützt sein, aber auch das ist keine Voraussetzung für die Aufnahme in diese Liste.
Bauschmuck ist im Normalfall im Artikel über das Bauwerk darzustellen, und gehört nicht in diese Liste. Streetart kann Aufnahme in die Liste finden, wenn es zu dem konkreten Kunstwerk eine ausführliche Rezeption in der Kunstwissenschaft gibt und ein enzyklopädischer Artikel über die Streetart-Künstler oder -Künstlerin existiert oder vorstellbar wäre. Denkmäler, die an eine Person oder ein Ereignis erinnern, können in die Liste aufgenommen werden, wenn sie ob ihrer zumeist plastischen Gestaltung als Kunstwerk gelten können. Bei reinen Gedenktafeln ist das normalerweise nicht der Fall.
Basis der Zusammenstellung sind Datensätze der Hamburger Kulturbehörde von 2012 und 2018, eine Veröffentlichung der SAGA GWG von 2008, und verschiedene Veröffentlichungen von Kunsthistorikern zum Thema. Eine abschließende Liste von Literatur kann es nicht geben, jedoch ist für jeden Eintrag in die Liste ein konkreter Verweis auf eine amtliche Liste oder anerkannte Sekundärliteratur erforderlich.
Gestohlene oder zerstörte Kunstwerke, die ehemals in Hamburg-Volksdorf aufgestellt waren, sind in einer separaten Liste aufgeführt.

## Legende
- Lage: Nennt die nächstgelegene Straße und, wenn vorhanden und sinnvoll, das nächstgelegene Bauwerk (mit Hausnummer) oder das umgebende Gebiet (z. B. einen Park) und gibt nötigenfalls Hinweise zur genauen Lage. Darunter werden - wenn vorhanden - auch die Geo-Koordinaten und das Wikidata-Logo als Verweis auf das Wikidata-Objekt angegeben. Die Spalte ist nach der Adresse sortierbar.
- Künstler/in: Name des Künstlers oder der Künstlerin, die das Kunstwerk geschaffen haben, verlinkt mit dem Wikipedia-Artikel zur Person. Die Spalte ist nach dem Nachnamen sortierbar.
- Beschreibung: Kurzbeschreibung des Werks, immer zuerst: Werktitel (kursiv), dann möglichst Material, Stil, Größe, Dargestelltes, Art der Förderung
- Jahr: Jahr der Fertigstellung des Kunstwerkes, wenn unbekannt dann das Jahr der Aufstellung. Hier kann nur ein einziges Jahr angegeben werden, kein Zeitraum. Weitere zeitliche Details zur Schaffung des Kunstwerkes (von–bis) können in der Beschreibung angegeben werden.
- Quelle: Kulturbehörde, SAGA, Literatur, jeweils mit Fußnote. Diese Angabe ist für eine Aufnahme in die Liste verpflichtend.
- Bild: Bild des Kunstwerks, mit Link auf Commons-Kategorie wenn vorhanden

Hinweis: Die Grundsortierung der Liste erfolgt nach der Adresse. Die Liste ist alternativ nach Künstler, Werktitel, Datierung oder Quelle sortierbar.

## Liste
| Lage | Künstler                         | Beschreibung                                                                                | Jahr    | Quelle                                                             | Bild           |  |
| --- | -------------------------------- | ------------------------------------------------------------------------------------------- | ------- | ------------------------------------------------------------------ | -------------- |  |
| Ahrensburger Weg 14 ehem. Haus der Jugend, jetzt Jugendzentrum Manna, Innenhof (Lage)                                           | Sabine von Diest-Brackenhausen   | Sitzende Figur SAGA                                                                         | 1968    | Kulturbehörde                                                      | weitere Bilder |  |
| Allhorn 45 ex-Gymnasium Allhorn, jetzt Walddörfer Gymnasium, Innenhof vor Cafeteria (Lage)                                      | Hans Martin Ruwoldt              | Spielende Panther Kunst im Stadtbild bis 1950                                               | 1930    | Kulturbehörde                                                      | weitere Bilder |  |
| Buchenring 5 (Lage) | Karl Heinz Engelin               | Der Faulenzer                                                                               | 1984    | "Kunst im öffentlichen Raum" in Volksdorf, Kunst@SH                | weitere Bilder |  |
| Buchenring 63a Neubaugebiet Buchenkamp-Nord Zentralplatz (Lage)                                                                 | Hubert Kiecol                    | ohne Titel (Tor) KiöR                                                                       | 1985    | Kulturbehörde                                                      | weitere Bilder |  |
| Claus-Ferck-Straße 12 (Lage) | Richard Kuöhl                    | Fassadenrelief                                                                              | 1949/50 | "Kunst im öffentlichen Raum" in Volksdorf                          | weitere Bilder |  |
| Claus-Ferck-Straße 12 (auf der Terrasse des Lokals "Le Rustique") (Lage)                                                        | Klaus-Peter May                  | Tanzpaar Auftrag von Renate Rolwes (1928–1994)                                              | 1984    | "Kunst im öffentlichen Raum" in Volksdorf, Kunst@SH                | weitere Bilder |  |
| Claus-Ferck-Straße 1b (über Tür) (Lage)                                                                                         | Richard Kuöhl                    | Kleiner Flötenspieler                                                                       | 1920er  | "Kunst im öffentlichen Raum" in Volksdorf, Kunst@SH                | weitere Bilder |  |
| Claus-Ferck-Straße 4–6 (Lage)                                                                                                   | Klaus-Peter May                  | Vogelzug Auftrag von Renate Rolwes (1928–1994)                                              | 1982    | "Kunst im öffentlichen Raum" in Volksdorf, Kunst@SH                | weitere Bilder |  |
| Claus-Ferck-Straße 4–6 (auf dem Dachvorsprung) (Lage)                                                                           | Siegfried Assmann                | Zwei Streithähne                                                                            | 1985    | "Kunst im öffentlichen Raum" in Volksdorf, Kunst@SH                | weitere Bilder |  |
| Claus-Ferck-Straße 6 (vor dem ehemaligen Blumenkiosk heute Imbiss) (Lage)                                                       | Siegfried Assmann                | Eliza Auftrag von Renate Rolwes (1928–1994)                                                 | 1985    | "Kunst im öffentlichen Raum" in Volksdorf, Kunst@SH                | weitere Bilder |  |
| Eulenkrugstraße 166 Grundschule Eulenkrugstraße, Pausenhof (Lage)                                                               | Sönke Nissen-Knaack mit Schülern | "Taka Tuka Land" vermutlich Schul-Direkterwerb                                              | 1996    | Kulturbehörde, Kunst@SH                                            | weitere Bilder |  |
| Farmsener Landstraße 95c (Lage)                                                                                                 | Bernhard Dexel                   | Plexi-Objekt                                                                                | 1982    | "Kunst im öffentlichen Raum" in Volksdorf                          | weitere Bilder |  |
| Groten Hoff 5–7 (Lage) | Veronika Schlüter-Stoll          | Reliefwand mit Sitzbänken evtl. Direktauftrag Bezirk?                                       | 1973    | Kulturbehörde, "Kunst im öffentlichen Raum" in Volksdorf, Kunst@SH | weitere Bilder |  |
| Halenreie 4 (Stein an Hauswand) (Lage)                                                                                          | Richard Kuöhl                    | Zwei Marder                                                                                 |         | "Kunst im öffentlichen Raum" in Volksdorf, Kunst@SH                | weitere Bilder |  |
| Haselkamp 33 Evangelisches Amalie-Sieveking-Krankenhaus (Albertinen), Auffahrt Haupteingang (Lage)                              | Fritz Fleer                      | Christus; Freiplastik nach Bibelwort: "Kommt zu mir, die Ihr mühselig und beladen sein" KaB | 1974    | Kulturbehörde                                                      | weitere Bilder |  |
| Im Alten Dorfe 41 (vor dem HASPA-Gebäude) (Lage)                                                                                | Karin Hertz                      | Nu vertell mi dat doch / Gestern und Heute                                                  | 1994    | Kunst@SH                                                           | weitere Bilder |  |
| Meiendorfer Weg 124–128 (Lage)                                                                                                  | Hans-Werner Könecke              | Mädchen mit Gans                                                                            | 2003    | Kunst@SH                                                           | weitere Bilder |  |
| Meiendorfer Weg 124–128 (Lage)                                                                                                  | Hans-Werner Könecke              | Fischotter mit Jungen                                                                       | 2003    | Kunst@SH                                                           | weitere Bilder |  |
| Meiendorfer Weg 124–128 (Lage)                                                                                                  | Hans-Werner Könecke              | Musizierender Jüngling                                                                      | 2003    | Kunst@SH                                                           | weitere Bilder |  |
| Museumsdorf Volksdorf vor Spieker Haus (Lage)                                                                                   | Uwe Christian Lindemann          | Sonnenuhr KaB                                                                               | 1973    | Kulturbehörde                                                      | weitere Bilder |  |
| Rockenhof 5 (zwischen Kirche und Kirchenkreisgebäude) (Lage)                                                                    | Thomas Diermann                  | Anrufung II                                                                                 | 2003    | Kunst@SH                                                           | weitere Bilder |  |
| Saseler Weg 11 ex-So.S. Saseler Weg, jetzt Schule am Klöpperpark, gläserner Durchgang                                           | Armin Sandig                     | Glasfenster KaB                                                                             | 1971    | Kulturbehörde                                                      |                |  |
| Tunnkoppelstieg 15 / Innenhof (Lage)                                                                                            | Gerhard Brandes (Künstler)       | Drei Kraniche                                                                               | 1984    | "Kunst im öffentlichen Raum" in Volksdorf                          | weitere Bilder |  |
| Tunnkoppelstieg 22 / Tunnkoppelring (Lage)                                                                                      | Manfred Sihle-Wissel             | Drei Fassaden-Reliefs                                                                       | 1983    | Kunst@SH                                                           | weitere Bilder |  |
| Volksdorfer Damm 74 Grundschule Buckhorn                                                                                        | Otto Peters                      | Knabe auf Stelzen KaB                                                                       | 1965    | Kulturbehörde                                                      |                |  |
| Vörn Barkholt 6 ex-Hauswirtschaftliche Berufsschule, jetzt Stadtteilschule Walddörfer, Jg. 5–7, nahe Gebüsch im Schulhof (Lage) | Maria Pirwitz                    | Regina KaB                                                                                  | 1958    | Kulturbehörde                                                      | weitere Bilder |  |
| Weiße Rose (Lage) | Franz Reckert                    | Mahnmal Weiße Rose vermutlich Bezirks-Direktauftrag, Opferdenkmal                           | 1977    | Kulturbehörde                                                      | weitere Bilder |  |
| Weiße Rose 19 vor Postamt (Lage)                                                                                                | Richard Kuöhl                    | Postillion vermutlich Direktauftrag Post                                                    | 1949    | Kulturbehörde                                                      | weitere Bilder |  |